# Faramea terryae
Faramea terryae är en måreväxtart som beskrevs av Paul Carpenter Standley. Faramea terryae ingår i släktet Faramea och familjen måreväxter. Inga underarter finns listade i Catalogue of Life.